# Shigeru Sarusawa
Shigeru Sarusawa (猿沢 茂, Sarusawa Shigeru), né le 30 janvier 1960, est un footballeur japonais.

## Biographie
Sarusawa commence sa carrière en 1982 avec le club du Mazda, club de Japan Soccer League. Avec ce club, il atteint la finale de la Coupe du Japon en 1987. Il dispute un total de 63 matchs en première division avec le club. En 1989, il met un terme à sa carrière de footballeur.
Sarusawa participe à la Coupe du monde des moins de 20 ans 1979 qui se déroule aux Japon.